# Lauchringen
Lauchringen – miejscowość i gmina w Niemczech, w kraju związkowym Badenia-Wirtembergia, w rejencji Fryburg, w regionie Hochrhein-Bodensee, w powiecie Waldshut, wchodzi w skład wspólnoty administracyjnej Waldshut-Tiengen. Leży przy drodze krajowej B34 oraz autostradzie A98, nad Steiną.